# آیدا رومان
آیدا رومان (انگلیسی: Aída Román؛ زادهٔ ۲۱ مهٔ ۱۹۸۸) ورزشکار تیراندازی با کمان اهل مکزیک است.
وی در مسابقات کشوری و بین‌المللی در مجموع برندهٔ ۴ مدال طلا، ۶ مدال نقره، ۱ مدال برنز شده‌است.